# Hercule Mériadec de Rohan-Soubise
Hercule Mériadec de Rohan (Parigi, 8 maggio 1669 – Parigi, 26 gennaio 1749) è stato un nobile francese.
Con il titolo di Duca di Rohan-Rohan fu un membro del Casato di Rohan. Si sposò due volte e fu il nonno del Maréchal de Soubise. La sua prima moglie era figlia di Madame de Ventadour.
È noto nei testi contemporanei come Principe di Rohan.

## Biografia

### Infanzia

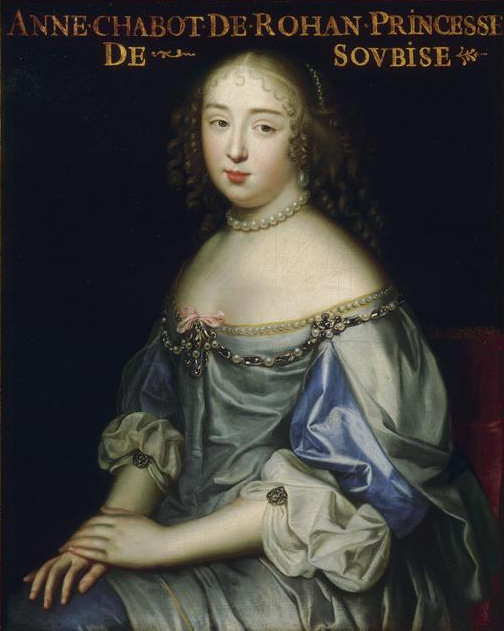
Anne de Rohan-Chabot, ritratto della bottega dei Beaubrun

Suo padre François de Rohan fu il fondatore del ramo dei Soubise del Casato di Rohan. La sua famiglia rivendicò ascendenza dai regnanti Duchi di Bretagna ed alla corte francese, era concesso il rango di Prince étranger. Ciò garantiva loro l'appellativo di Sua Altezza ed altri privilegi a corte.
Sua madre Anne de Rohan-Chabot fu un'amante del momento di Luigi XIV. A quel tempo, si sospettò che suo fratello minore Armand Gaston Maximilien de Rohan fosse infatti figlio di Luigi XIV. La madre di Hercule Mériadec portò la signoria di Soubise alla famiglia Rohan, che fu poi elevata a principato. Anne Julie stessa aveva il titolo suo jure di principessa di Soubise.
Ebbe il titolo di principe di Maubuisson fino al 1714 quando fu creato duca di Rohan-Rohan in contrapposizione ai duchi di Rohan suoi cugini, che detenevano quest'ultimo titolo.
Il quarto di undici figli, era il secondo figlio maschio e diventò legittimo erede alla morte del fratello maggiore Louis che morì nel 1689 all'età di ventidue anni.

### Primo matrimonio

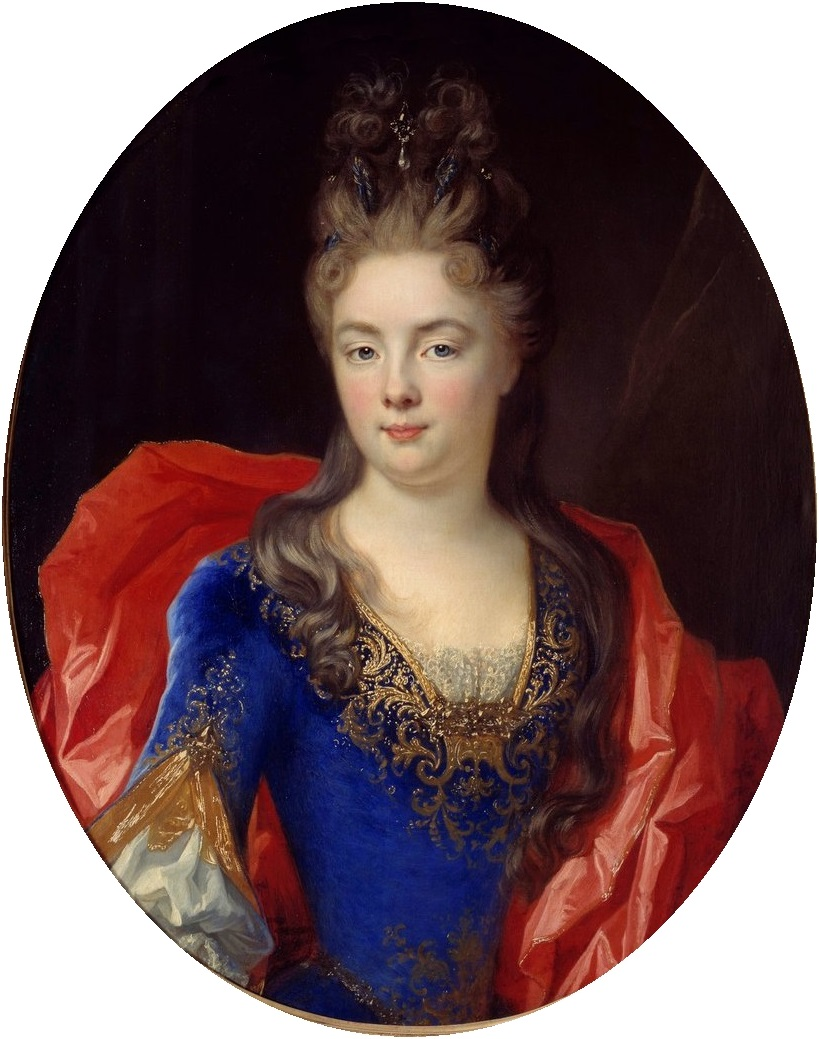
Anne Geneviève de Lévis ritratta da Nicolas de Largillière.

Si sposò con Anne Geneviève de Lévis, figlia di Louis Charles de Lévis e Charlotte de La Motte Houdancourt (meglio nota come Madame de Ventadour, governante del giovane Luigi XV). Anne Geneviève era vedova nel 1692 avendo sposato Louis de La Tour d'Auvergne, figlio di Goffredo Maurizio de La Tour d'Auvergne e Maria Anna Mancini. Egli era morto in battaglia e Hercule Mériadec e Anne Geneviève si sposarono a Parigi il 15 febbraio 1694.
Il matrimonio produsse cinque figli, tre dei quali avrebbero avuto progenie. Perse il suo unico figlio maschio Jules di vaiolo nel 1724 così pure sua nuora Anne Julie de Melun. Suo nipote, Charles era nato nel 1710 e dopo la morte dei suoi genitori, fu allevato da Hercule Mériadec stesso per diventare un uomo di corte. Charles fu in seguito un grande amico di Luigi XV e il bisnonno dell'assassinato Duca di Enghien attraverso sua figlia maggiore Carlotta. La sua secondogenita Charlotte Armande succedette a sua zia Anne Marguerite de Rohan come badessa di Jouarre nel 1721.
Hercule Mériadec fu committente di alcuni arredi interni al Hôtel de Soubise, della cui realizzazione incaricò Germain Boffrand, che li eseguì dal 1730 al 1740.

### Secondo matrimonio

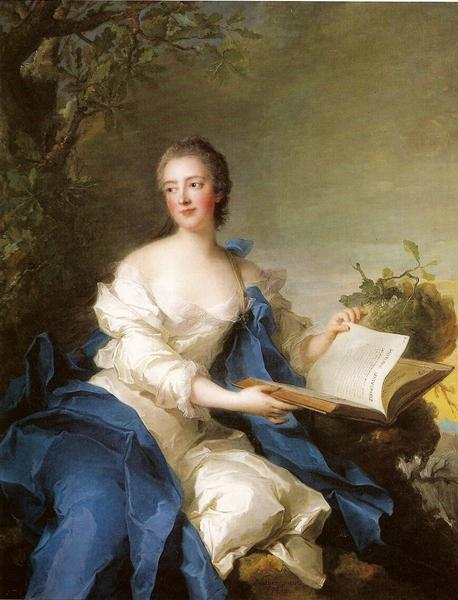
Marie Sophie de Courcillon ritratta da Nattier.

Sopravvisse alla moglie di  ventidue anni, Anne Geneviève morì nel marzo 1727. Il vedovo Hercule Mériadec si sposò nuovamente il 2 settembre 1732 con Marie Sophie de Courcillon che era nata nel 1713 ed era stata l'amante del famoso donnaiolo Louis François Armand de Vignerot du Plessis de Richelieu. Marie Sophie era la figlia di Philippe Egon de Courcillon e di Françoise de Pompadour, Duchesse de La Valette. Era anche la nipote di Philippe de Courcillon, il marquis de Dangeau e della Principessa Sophia zu Löwenstein-Wertheim-Rochefort.

### Morte
Morì a Parigi a Rue de Paradis. Suo nipote, Charles gli succedette nei titoli Rohan-Soubise.

## Discendenza
Il Duca di Rohan-Rohan e Anne Geneviève de Lévis ebbero:
- Louise Françoise de Rohan (4 gennaio 1695 – 27 luglio 1755) sposò Guy Jules Paul de La Porte Mazarin, nipote di Armand Charles de La Porte de La Meilleraye ed Ortensia Mancini; ebbero figli e furono nonni di Louise d'Aumont: l'attuale Principe di Monaco è un discendente di Hercule Mériadec;
- Charlotte Armande de Rohan, badessa di Jouarre (19 gennaio 1696 – 2 marzo 1733) nubile;
- Jules François Louis de Rohan, principe di Soubise (16 gennaio 1697 – 6 maggio 1724) sposò Anne Julie de Melun, figlia di Louis de Melun ed Élisabeth Thérèse de Lorraine, ed ebbe figli; morì di vaiolo;
- Marie Isabelle Gabrielle Angélique de Rohan (17 gennaio 1699 – 15 gennaio 1754) sposò Marie Joseph d'Hostun de La Baume-Tallard, duca di Hostun, duca di Tallard (figlio di Camille d'Hostun), duca de Tallard, senza figli;
- Louise Gabrielle Julie de Rohan (11 agosto 1704 – dopo il 12 marzo 1741) sposò Hercule Mériadec de Rohan, principe di Guéméné, ed ebbe figli, fra cui il Principe di Guéméné.

## Ascendenza
|                                      |                    |                                     | Genitori                            |  |  | Nonni |  |  | Bisnonni                     |  |  | Trisnonni                    |  |
|                                      |                    |                                     |                                     |  |  |       |  |  | 8. Louis VI de Rohan-Guéméné |  |  | 16. Louis V de Rohan-Guéméné |  |
|                                      |                    |                                     |                                     |  |  |       |  |  | 8. Louis VI de Rohan-Guéméné |  |  | 16. Louis V de Rohan-Guéméné |  |
|                                      |                    | 17. Marguerite de Laval             |                                     |  |  |       |  |  | 8. Louis VI de Rohan-Guéméné |  |  |                              |  |
| 4. Hercule de Rohan                  |                    |                                     |                                     |  |  |       |  |  | 8. Louis VI de Rohan-Guéméné |  |  |                              |  |
|                                      |                    | 9. Eléonore de Rohan-Gié            | 18. François de Rohan-Gié           |  |  |       |  |  |                              |  |  |                              |  |
|                                      |                    | 9. Eléonore de Rohan-Gié            | 18. François de Rohan-Gié           |  |  |       |  |  |                              |  |  |                              |  |
|                                      |                    | 9. Eléonore de Rohan-Gié            | 19. Catherine de Silly              |  |  |       |  |  |                              |  |  |                              |  |
| 2. François de Rohan                 |                    | 9. Eléonore de Rohan-Gié            |                                     |  |  |       |  |  |                              |  |  |                              |  |
|                                      |                    | 10. Claude de Bretagne d'Avaugour   | 20. Charles de Bretagne d'Avaugour  |  |  |       |  |  |                              |  |  |                              |  |
|                                      |                    | 10. Claude de Bretagne d'Avaugour   | 20. Charles de Bretagne d'Avaugour  |  |  |       |  |  |                              |  |  |                              |  |
|                                      |                    | 10. Claude de Bretagne d'Avaugour   | 21. Philippe de Saint-Amadour       |  |  |       |  |  |                              |  |  |                              |  |
| 5. Marie de Bretagne d'Avaugour      |                    | 10. Claude de Bretagne d'Avaugour   |                                     |  |  |       |  |  |                              |  |  |                              |  |
|                                      |                    | 11. Catherine Fouquet de La Varenne | 22. Guillaume Fouquet de La Varenne |  |  |       |  |  |                              |  |  |                              |  |
|                                      |                    | 11. Catherine Fouquet de La Varenne | 22. Guillaume Fouquet de La Varenne |  |  |       |  |  |                              |  |  |                              |  |
|                                      |                    | 11. Catherine Fouquet de La Varenne | 23. Catherine Foussard              |  |  |       |  |  |                              |  |  |                              |  |
| 1. Hercule Mériadec de Rohan-Soubise |                    | 11. Catherine Fouquet de La Varenne |                                     |  |  |       |  |  |                              |  |  |                              |  |
|                                      | 12. Charles Chabot | 24. Léonor Chabot de Jarnac         |                                     |  |  |       |  |  |                              |  |  |                              |  |
|                                      | 12. Charles Chabot | 24. Léonor Chabot de Jarnac         |                                     |  |  |       |  |  |                              |  |  |                              |  |
|                                      | 12. Charles Chabot | 25. Marguerite de Durfort           |                                     |  |  |       |  |  |                              |  |  |                              |  |
| 6. Henri Chabot                      | 12. Charles Chabot |                                     |                                     |  |  |       |  |  |                              |  |  |                              |  |
|                                      |                    | 13. Henriette de Lur-Saluces        | 26. Michel de Lur-Saluces           |  |  |       |  |  |                              |  |  |                              |  |
|                                      |                    | 13. Henriette de Lur-Saluces        | 26. Michel de Lur-Saluces           |  |  |       |  |  |                              |  |  |                              |  |
|                                      |                    | 13. Henriette de Lur-Saluces        | 27. Marie Raguier d'Esternay        |  |  |       |  |  |                              |  |  |                              |  |
| 3. Anne de Rohan-Chabot              |                    | 13. Henriette de Lur-Saluces        |                                     |  |  |       |  |  |                              |  |  |                              |  |
|                                      |                    | 14. Henri II de Rohan               | 28. René II de Rohan                |  |  |       |  |  |                              |  |  |                              |  |
|                                      |                    | 14. Henri II de Rohan               | 28. René II de Rohan                |  |  |       |  |  |                              |  |  |                              |  |
|                                      |                    | 14. Henri II de Rohan               | 29. Catherine de Parthenay          |  |  |       |  |  |                              |  |  |                              |  |
| 7. Marguerite de Rohan               |                    | 14. Henri II de Rohan               |                                     |  |  |       |  |  |                              |  |  |                              |  |
|                                      |                    | 15. Marguerite de Béthune           | 30. Maximilien de Béthune           |  |  |       |  |  |                              |  |  |                              |  |
|                                      |                    | 15. Marguerite de Béthune           | 30. Maximilien de Béthune           |  |  |       |  |  |                              |  |  |                              |  |
|                                      |                    | 15. Marguerite de Béthune           | 31. Rachel de Cochefilet            |  |  |       |  |  |                              |  |  |                              |  |
|                                      |                    | 15. Marguerite de Béthune           |                                     |  |  |       |  |  |                              |  |  |                              |  |

## Titoli e trattamento
- 8 maggio 1669 – 18 dicembre 1714: Sua Altezza, il principe di Maubuisson
- 18 dicembre 1714 – 26 gennaio 1749: Sua Altezza, il duca di Rohan-Rohan